# Energy & Fuels
Energy & Fuels (abrégé en Energy Fuels) est une revue scientifique mensuelle à comité de lecture qui publie des articles de recherches originales dans le domaine de la chimie de l'énergie provenant de sources non-nucléaires.
D'après le Journal Citation Reports, le facteur d'impact de ce journal était de 2,319 en 2009. L'actuel directeur de publication est Michael T. Klein (Université Rutgers, États-Unis).